# 上白石萌歌
上白石 萌歌（かみしらいし もか、2000年2月28日 - ）は、日本の女優、歌手。歌手活動時のアーティスト名は、adieu（アデュー）。
鹿児島県出身。東宝芸能所属。所属レーベルはソニー・ミュージックレコーズ。姉は女優、歌手の上白石萌音。 明治学院大学文学部芸術学科卒業。

## 来歴

### 略歴
幼少期を鹿児島県串木野市（現：いちき串木野市）で過ごした後、2005年に鹿児島市へ転住する。小学1年からの3年間は父親の仕事の都合でメキシコへ移り住む。小学5年生だった2011年、姉の萌音が応募予定だった第7回『「東宝シンデレラ」オーディション』の応募要項で年齢制限が10歳から応募可となっていたことから、「姉が受けるなら私も受けてみよう」と応募。史上最年少の10歳で44,120人の中からグランプリに選ばれ、審査員特別賞を受賞した姉の萌音とともに東宝芸能のシンデレラルーム所属となる。同年、ファッション雑誌『ピチレモン』の専属モデルとして同誌2011年9月号で芸能活動を開始する。
受賞後は鹿児島と東京を往復する生活を送った後、姉の萌音の高校進学に合わせて中学2年時に上京して東京の学校へ通う。「勉強も、お仕事も、どちらも中途半端にしたくない」との強い思いから高校は定期試験や単位取得が厳しい進学校（姉と同じ実践学園高等学校）に進学。明治学院大学文学部芸術学科に進学し、芸術理論や美術史、映像学などを学ぶ。2017年にadieu名義で歌手デビュー。2023年3月、自身のSNSで大学を卒業したことを報告。

### 女優活動
2012年2月にドラマ『分身』で女優デビュー。
2016年8月には『2万人の鼓動 TOURSミュージカル「赤毛のアン」』でミュージカルに初出演し、史上最年少で主人公のアン・シャーリー役を演じた。
2016年12月にはオーディションを経てキリンビバレッジ「午後の紅茶」のテレビCMシリーズに起用されCharaの名曲「やさしい気持ち」を歌って注目を集め、完結編となる2018年のシリーズ第4作まで出演した。
2017年にはミュージカル『魔女の宅急便』に主演し、キキ役を演じた。2018年には舞台『続・時をかける少女』で主演を務めた。
2018年公開の『羊と鋼の森』で、姉の上白石萌音と映画初共演。同作品で、第42回日本アカデミー賞新人俳優賞を受賞。
2018年、主人公の声を担当したアニメーション映画『未来のミライ』が、第71回カンヌ国際映画祭の「監督週間」に選出され、上白石も公式上映に参加した。
同年放送のドラマ『義母と娘のブルース』（TBS）に主人公の義理の娘役として出演した。2021年のインタビューで、上白石は同作への出演を自身のターニングポイントとして挙げており、「確かに私は小さいころからずっと引っ込み思案なタイプだった。でもあの作品が、内気な私を外へと引っ張り出してくれた気がします。」と述べている。
2019年、『いだてん〜東京オリムピック噺〜』の前畑秀子役でNHK大河ドラマ初出演。水泳の練習に加え、体重を7kg増量してアスリート体型へと肉体改造する過酷な役作りで、前畑になりきって演じた。
2021年、映画『子供はわかってあげない』にて、映画『空色物語』以来10年振りに映画主演を務める。
2021年秋放送の『ソロモンの偽証』（WOWOW）で連続ドラマ初主演。
2022年春放送の日曜ドラマ『金田一少年の事件簿』（連続テレビドラマ第5シリーズ）では、主人公・金田一一（演 - 道枝駿佑）の幼馴染・七瀬美雪役で出演。山田涼介が金田一役の『金田一少年の事件簿N（Neo）』（連続テレビドラマ第4作シリーズ 2014年）第1話「銀幕の殺人鬼」では、連続殺人事件の真犯人・遊佐チエミを演じており、歴代の美雪役では初めて、犯人役を経験後に『金田一少年』のレギュラーとなった。
2022年前期放送の連続テレビ小説『ちむどんどん』にヒロインの妹役で朝ドラ初出演。2021年後期に、連続テレビ小説出演を果たした姉・萌音からバトンを受け継ぐ形である。

### 歌手活動
2015年6月にNHK Eテレのテレビアニメ『はなかっぱ』の主題歌『ス・マ・イ・ル』でCDデビュー。
2017年公開の映画『ナラタージュ』で、「都内高校に通う17才の女子高校生」と素性を隠し「adieu」（アデュー）名義で野田洋次郎（RADWIMPS）作詞・作曲による主題歌「ナラタージュ」を担当、同年10月4日にシングルリリースした。ミュージックビデオは行定勲監督が手掛けた。
2018年7月から、日本テレビ系のテレビ番組『金曜ロードSHOW!』のテーマ曲『Era』を担当している。
2018年11月には〈NHK〉2020応援ソング『パプリカ』の菅野よう子編曲による新バージョンを歌唱、NHKホームページおよびYouTubeで動画が公開され、NHK BS1で11月11日放送された『NHK杯フィギュア40回大会記念「レジェンドオンアイス」』で使用された。
2019年9月6日、「adieu」名義での音楽活動を本格開始することを発表、あわせて『ナラタージュ』で同題主題歌を担当した「adieu」が当人であることも公表した。10月4日より放送のテレビアニメ『GRANBLUE FANTASY The Animation Season 2』のエンディングテーマ『蒼』を担当。11月27日に初のミニアルバム『adieu 1』（アデュー・ワン）をリリースし、購入者を応募抽選により招待した初のライブイベント『adieu secret show case［unveiling］』を12月19日に開催した。
2021年6月30日には、全曲Yaffleプロデュースによる2枚目のミニアルバム『adieu 2』をリリースした。
2022年前期放送のNHK連続テレビ小説『ちむどんどん』にて劇中歌を歌唱。歌唱曲はデジタルシングルとして配信されている。
2022年9月14日、3rdミニアルバム『adieu 3』をリリース。9月24日から、初のツアー「adieu Tour 2022 -coucou- 」を開催。
2023年放送のフジテレビ系ドラマ『パリピ孔明』にて劇中歌を歌唱。同時にアルバム「DREAMER」も発売された。
2024年7月10日、作詞をAwesome City ClubのPORIN、作曲・編曲をYaffleが手掛けた約2年ぶりとなる新曲「背中」を配信リリース。同シングルのジャケットは、写真家の小林光大により、神奈川工科大学KAIT広場で撮影された。また小林は新たに公開されたadieuの新アーティスト写真も手掛けている。
2024年8月17日、自身初のフェス出演となるSUMMER SONIC 2024に参加。

### 社会貢献活動
- 2011年3月11日に発生した東日本大震災で影響を受けた人たちに何かしたいと思い立ち、第7回東宝「シンデレラ」オーディションでの賞金を寄付した。
- 2024年1月1日に発生した能登半島地震において、1月9日から開催した写真展「かぜとわたしはうつろう」の入場料の売上の一部を義援金として、姉・萌音がアンバサダーを務める日本赤十字社を通し寄付した[53]。

## 人物
萌歌という名前の由来について「母親が中学の音楽の先生をやっていて、ピアノや歌が母も好きで、姉に“音”って字を付けて、そのあと、私に“歌”って字を付けた」と2023年1月に出演した『徹子の部屋』で明かしている。

### 家族
2歳上の姉・上白石萌音は、第7回『東宝「シンデレラ」オーディション』で審査員特別賞を受賞して芸能界入りしている。2016年のミュージカル『赤毛のアン』の主演・アン役は、前年に同役を演じた萌音から萌歌が引き継ぐ形となった。姉とは同居している。
上白石は、姉についてはライバルであるとともに戦友であり、「誰よりも仲いいと思いますし、仕事について話したり、吐き出したりする場所があるというのはすごく心強いです」とインタビューで語っている。
父は社会科の教師で、母は元音楽教師でピアノ指導者。

### 趣味
公式プロフィールでは、「歌唱、走ること、写真を撮ること、散歩、美術館めぐり」としている。
中学3年生頃からフィルムカメラに興味を持ち、ドラマで共演した黒島結菜から教えを受けた。黒島とは2022年前期の朝ドラ「ちむどんどん」で再び共演している（黒島がヒロインで上白石は黒島の妹役）。
レコードを集めるのが趣味で、家には50枚ほどある。
仕事の移動中や家事中にも聴くほどラジオも好きであり、エフエム東京『SPITZ 草野マサムネのロック大陸漫遊記』、J-WAVE『JUMP OVER』は毎週チェックしている。
子供の頃から魚類が大好きで、時間ができれば水族館に一人で通い、独学で魚の勉強をしていた。芸能界で仕事をしていなければ間違いなく水産関係の大学に進学し、学者になっていたとも語っている。

### 嗜好
好きな食べ物はそばで、夏休みがあれば全国そばめぐりをしたいと語る。
スピッツの大ファンでアナログレコードも所持している。読書家で、吉本ばなな、綿矢りさ、谷川俊太郎、朝井リョウ、又吉直樹、恩田陸などを愛読する。
ガチャガチャに凝ることがある。

### 目標
連続ドラマ『3年A組-今から皆さんは、人質です-』でクロールの選手、大河ドラマ『いだてん』で平泳ぎの選手、映画『子供はわかってあげない』で背泳ぎの選手を演じており、今後バタフライの選手を演じると女優人生で個人メドレー達成となり、現在バタフライの選手の役を熱望している。

### 交友関係
鹿児島読売テレビアナウンサーの横山あさみは幼馴染で、クラシックバレエを習っていた時の友人である。
浜辺美波、山崎紘菜は同じオーディションで芸能界入りを果たした同期。
萩原利久は夜中まで一緒に定例会を行ったり、橋本環奈を交えて3人で東京ディズニーランドに行くほど関係が深い親友である。
大原優乃は、同学年かつ同郷（鹿児島県出身）で、ピチレモン専属モデル時代からの交友関係があり、お互いの実家を行き来する仲である。大原とは、2019年のドラマ『3年A組 -今から皆さんは、人質です-』で共演している。

## 出演
主演作品は役名を太字で表示

### 映画
- 空色物語 「虹とシマウマ」（2011年11月29日、東宝） - 主演・小林マコ 役[77][78]
- 脳漿炸裂ガール（2015年7月25日、KADOKAWA） - 瀬繹マイカ 役[79][80]
- 金メダル男（2016年10月22日、ショウゲート） - 黒木よう子 役[81]
- ハルチカ（2017年3月4日、角川映画） - 米沢妙子 役[82]
- 羊と鋼の森（2018年6月8日、東宝） - 佐倉由仁 役[8]
- 3D彼女 リアルガール（2018年9月14日、ワーナー・ブラザース映画） - 綾戸純恵 役[83]
- 子供はわかってあげない（2021年8月20日[注 2]、日活） - 主演・朔田美波 役[86]
- KAPPEI カッペイ（2022年3月18日、東宝） - 山瀬ハル 役[87]
- アキラとあきら（2022年8月26日、東宝） - 水島カンナ 役[88]
- ゆとりですがなにか インターナショナル（2023年10月13日、東宝） - 望月かおり 役[89]
- 366日（2025年1月10日、ソニー・ピクチャーズ エンタテインメント ）- 玉城美海 役[90]
- パリピ孔明 THE MOVIE（2025年4月25日、松竹） - 月見英子 役[91]
- ロマンティック・キラー（2025年12月12日公開予定、東宝） - 主演・星野杏子 役（高橋恭平、木村柾哉、中島颯太とクアトロ主演）[92]

#### スマホ映画
- 夢の雫と星の花（2022年3月24日、smash.） - 主演・双見楓 役[93]

#### ショートムービー
- 烏滸がましい鰭（Spitzのニューアルバム『ひみつスタジオ』UNIVERSAL MUSIC STORE限定 デラックスエディション盤にのみ収録される）[94]

### テレビドラマ
- 分身（2012年2月12日 - 3月11日、WOWOW） - 氏家鞠子 / 小林双葉（幼少期） 役[95][96]
- 幽かな彼女（2013年4月9日 - 6月18日、関西テレビ） - 藤田ともみ 役[97]
- 緒方貞子 戦争が終わらない この世界で（2013年8月17日、NHK総合） - 緒方貞子（少女期） 役[98]
- 金田一少年の事件簿N（neo） 第1話（2014年7月19日、日本テレビ） - 遊佐チエミ 役[99]
- 科捜研の女〜年末スペシャル（2014年12月21日、テレビ朝日） - 榊マリコ（少女期） 役[100][101]
- 銭の戦争 第5話（2015年2月3日、関西テレビ） - 藍沢遥 役[102]
- 私の青おに（2015年11月18日、NHK BSプレミアム） - 夏目文香（高校時代） 役[103]
- フラジャイル 第1話（2016年1月13日、フジテレビ） - 景山花梨 役[104][105]
- さよならドビュッシー 〜ピアニスト探偵 岬洋介〜（2016年3月18日、日本テレビ） - 片桐ルシア 役[106]
- 義母と娘のブルース- 宮本みゆき役
  - 義母と娘のブルース（2018年7月11日 - 9月18日、TBS） - 語り（第1話 - 第5話） / 宮本みゆき（第6話 - 最終話）[27]
  - 義母と娘のブルース 2020謹賀新年スペシャル（2020年1月2日）[107]
  - 義母と娘のブルース 2022年謹賀新年スペシャル（2022年1月2日）[108]
  - 義母と娘のブルースFINAL 2024年謹賀新年スペシャル（2024年1月2日）[109]
- 3年A組-今から皆さんは、人質です-（2019年1月6日 - 3月10日、日本テレビ） - 景山澪奈 役[110]
- 大河ドラマ いだてん〜東京オリムピック噺〜（2019年7月7日 - 12月15日、NHK総合） - 前畑秀子 役[29]
- ドクターX〜外科医・大門未知子〜 第6シリーズ 第2話（2019年10月24日、テレビ朝日） - 二色由理 役[111]
- 教場（フジテレビ） - 石上史穂 役
  - 第二夜（2020年1月5日） [112]
  - 教場II（2021年1月3日、4日）[113][114]
- 僕はどこから（2020年1月9日 - 3月19日、テレビ東京） - 藤原千佳 役[115][116]
- ファーストラヴ（2020年2月22日、NHK BSプレミアム） - 聖山環菜 役[117]
- 天使にリクエストを〜人生最後の願い〜（2020年9月19日[注 3] - 10月17日、NHK） - 小嶋亜花里 役[120]
- 世にも奇妙な物語 夏の特別編 「デジャヴ」（2021年6月26日、フジテレビ） - 主演・南野ひかり 役[121][122]
- 怖い絵本 season3「ざしきわらし」（2021年8月18日、NHK Eテレ） - 出演と朗読[123]
- バンクオーバー!〜史上最弱の強盗〜（2021年9月19日・26日、日本テレビ） - 大木さくら 役[124]
- ソロモンの偽証（2021年10月3日 - 11月21日、WOWOW） - 主演・藤野涼子 役[32][125]
- サマータイムマシン・ハズ・ゴーン 1本目ショートドラマ「リマインド」（2021年10月8日、フジテレビ）- 主演・女子大生 役[126]
- 金田一少年の事件簿（2022年4月24日 - 7月3日、日本テレビ） - 七瀬美雪 役[127][128]
- 連続テレビ小説 ちむどんどん（2022年4月25日 - 9月30日、NHK総合） - 比嘉歌子 役[129][130][131]
  - ちむどんどんスペシャル（NHK BSプレミアム / BS4K）[132]
    - 「四兄弟ゆんたく」（2022年11月6日・12日）
    - 「歌子慕情」編（2022年11月6日・12日）
    - 「賢秀望郷」編（2022年11月6日・12日）
- 警視庁アウトサイダー（2023年1月5日 - 3月2日、テレビ朝日） - 水木直央 役[133]
- 杉咲花の撮休 第1話「丸いもの」（2023年2月10日、WOWOW） - 瑞希 役[134]
- ペンディングトレイン-8時23分、明日 君と（2023年4月21日 - 6月23日、TBS） - 畑野紗枝 役[135][136]
- パリピ孔明（2023年9月27日 - 11月29日、フジテレビ） - 月見英子 役[137][138]
- 滅相も無い（2024年4月17日 - 6月5日、MBS・TBS） - 田舎暮らしの松岡 役[139][140]
- イグナイト -法の無法者-（2025年4月18日 - 6月27日、TBS） - 伊野尾麻里 役[141]

#### 配信ドラマ
- モアザンワーズ/More Than Words（2022年9月16日、Amazon Prime Video） - 花 役[142]

### 舞台
- 2万人の鼓動 TOURSミュージカル「赤毛のアン」（2016年8月、札幌市教育文化会館・東京エレクトロンホール宮城・新宿文化センター・大宮ソニックシティ・日本特殊陶業市民会館・広島文化学園HBGホール・福岡市民会館・メルパルク大阪） - 主演・アン・シャーリー 役[56]
- ミュージカル「魔女の宅急便」（2017年6月1日 - 4日、新国立劇場中劇場 / 8月31日 - 9月3日、梅田芸術劇場シアター・ドラマシティ） - 主演・キキ 役[143]
- 舞台「星の王子さま」（2017年6月29日、新潟市音楽文化会館ホール / 8月8日 - 9日、東京芸術劇場プレイハウス） - 王子さま 役[144]
- オールナイトニッポン50周年記念公演「続・時をかける少女」（2018年2月7日 - 14日、東京グローブ座 / 2月17日、森ノ宮ピロティホール / 2月20日、高知県立県民文化ホール） - 主演・芳山和子 役[145][146]
- 浪漫活劇「るろうに剣心」（2018年10月11日 - 11月7日、新橋演舞場 / 11月15日 - 24日、大阪・松竹座） - 神谷薫 役[147]
- 舞台「ゲルニカ」（2020年9月4日 - 27日、PARCO劇場 /10月 - 、全国公演[注 4][148]) - 主演・サラ 役[149][150]
- PARCO PRODUCE 2024「リア王」（2024年3月8日 - 31日、東京芸術劇場 プレイハウス / 4月6日・7日、りゅーとぴあ 新潟市民芸術文化会館 劇場 / 4月13日・14日、刈谷市総合文化センター アイリス 大ホール / 4月18日 - 21日、SkyシアターMBS / 4月25日・26日、キャナルシティ劇場 / 5月2日、まつもと市民芸術館 主ホール） - コーディリア（英語版） 役[151][152]
- 赤堀雅秋プロデュース「震度3」（2025年8月21日 - 9月7日〈予定〉、本多劇場 / 9月10日 - 16日〈予定〉、梅田芸術劇場 シアター・ドラマシティ / 9月19日 - 21日〈予定〉、J:COM北九州芸術劇場 中劇場）[153]
- 大地の子（2026年2月26日 - 3月17日〈予定〉、明治座） - 江月梅 役[154]

公演中止
- お勢、断行（2020年2月28日 - 3月11日、世田谷パブリックシアター / 愛知・島根・兵庫・香川・長野）[155]
  - 新型コロナウイルス感染症の拡散防止のため、ツアー公演含め全日程を中止することが2月27日に発表された[156][157]。

### 劇場アニメ
- 未来のミライ（2018年7月20日、東宝） - 主演・くんちゃん 役[158]
- 劇場版ポケットモンスター ココ（2020年12月25日、東宝） - ココ 役[159]
- トリツカレ男（2025年11月7日公開予定、バンダイナムコフィルムワークス） - ペチカ 役[160]

### 吹き替え
- ゴーストバスターズシリーズ - 主演・フィービー 役〈マッケナ・グレイス〉
  - ゴーストバスターズ/アフターライフ（2022年2月4日）[161]
  - ゴーストバスターズ/フローズン・サマー（2024年3月29日）[162]

### 音声ガイド
- マティス展（2023年4月27日 - 8月20日、東京都美術館）[163]

### ラジオ
- anicos.tokyo[164]（2015年9月22日・2016年1月3日・2017年1月2日、ラジオNIKKEI 第1放送） - パーソナリティ
- 受験生応援スペシャル 上白石萌歌 みなぎるラジオ（2018年12月28日、TBSラジオ） - パーソナリティ[165]
- #LOVEFAV（2021年4月3日 - 2022年3月26日、J-WAVE） - パーソナリティ[166][167]
- 「SCHOOL OF LOCK!」内「上白石萌歌のGIRLS LOCKS!」→「adieu LOCKS!」（2021年4月19日 - 2023年3月23日　3週目担当　→ 2023年4月3日 - 2023年12月7日　1週目担当、TOKYO FM・JFN） - パーソナリティ[168][167]

#### ラジオドラマ
- FMシアター 『沈黙とオルゴール』（2015年5月30日、NHK-FM） - 主演・深山晶子 役[169]
- J-WAVE SELECTION JUMP OVER SPECIAL ～ バイノーラル・ラジオ・ドラマ ～『ファミリーサマービュー』（2020年7月5日、J-WAVE） - 妹 役[170]

### バラエティ番組
- A-Studio（2019年4月5日 - 2020年3月27日、TBS） - 11代目サブMC[171][172]
- LIFE！～人生に捧げるコント～（NHK総合）
  - （2020年5月5日）- 2本のコントに出演[173]
  - 冬1（2023年12月15日、NHK総合）- メイド、ファミレス店員、雪女 役など[174]
  - 春夏秋冬 豪華キャストの傑作コント&三津谷のダメ出し大会（2024年3月27日、NHK総合）[175]
- ザ・ベストワン- MC（2021年3月28日、TBS）[176]
- サンド石井のニッポン白い未来黒い未来- ドラマパート出演（2023年1月8日、フジテレビ）[177]

### 情報番組
- ZIP! (2020年1月10日 - 2020年1月31日、日本テレビ) - 2020年1月度月替わり金曜パーソナリティー
- めざましテレビ（2023年11月16日・22日・29日、フジテレビ） - マンスリーエンタメプレゼンター[178]

### ドキュメンタリー番組、教育番組
- 朝日放送「キキ・上白石萌歌 ✕ トンボ・阿部顕嵐　もうひとつの『魔女の宅急便』」（2017年7月15日、ABCテレビ）
- FACES 言葉みたいな顔がある。（2017年10月4日 - 2019年3月31日、TBS） - ナレーション[179]
- 最後の講義「漫画家 西原理恵子」（2018年8月26日、NHK BS1） - ナレーション[180]
- 紀の国スペシャル「前畑がんばれ！日本初の女性金メダリスト誕生秘話」（2019年8月2日〈和歌山県向け〉・8月12日〈全国放送〉、NHK総合） - ナレーション[181]
- NHKスペシャル「“奇跡”の子と呼ばれて〜釜石 震災9年〜」（2020年3月14日、NHK総合） - ナレーション[182]
- ザ・ノンフィクション （フジテレビ） - ナレーション

| 年   | 放送日  | サブタイトル                                     | 備考            |
| ---- | ------- | ------------------------------------------------ | --------------- |
| 2021 | 3月28日 | 新・上京物語 前編 〜煙突とスカイツリーと僕の夢〜 | [ 183 ]         |
| 2021 | 4月4日  | 新・上京物語 後編 〜夢と別れのスカイツリー〜     | [ 184 ]         |
| 2022 | 3月20日 | 新・上京物語2022 前編 〜18歳 夢のあとさき〜      | [ 185 ] [ 186 ] |
| 2022 | 3月27日 | 新・上京物語2022 後編 〜旅立ちの時〜             | [ 187 ]         |
| 2023 | 3月26日 | 新・上京物語 2023 前編 ～二十歳 夢の迷い道～     | [ 188 ]         |
| 2023 | 4月2日  | 新・上京物語 2023 後編 ～二十歳の決断～          | [ 189 ]         |

- パプリカ　あしたにたねをまこう！LIVE（2021年9月27日、NHK Eテレ）[190]
- カラフルな魔女〜角野栄子の物語が生まれる暮らし「特別編・上白石萌歌さんと」（2021年10月30日、NHK Eテレ）[191]
- 「ゲルニカ」が来た！～“実物大”8K映像の衝撃～（2021年12月8日、 NHK BS8K）- 出演[192]
- Zの選択「#この仕事が好きな理由」（2022年1月22日、NHK Eテレ） - ナレーション[193]
- 上白石萌歌が行く!沖縄の大自然（2022年3月、NHK総合） - 『ちむどんどん』関連の特番。レポーター。
- 第32回JNN企画大賞「島を旅する 世界遺産 奄美大島」（2023年1月21日、制作幹事局：南日本放送、TBS系列全国28局） - 旅人[194]
- 絶景鉄道のキセキ 〜南阿蘇鉄道復活〜（2023年9月3日、関西テレビ）[195]
- NNNドキュメント'23「なんてつと描く景色 〜走り続ける ふるさと鉄道〜」（2023年10月15日、くまもと県民テレビ制作、日本テレビ系列）[196]
- 新BS誕生スペシャル　神秘！迫力！真相！熱狂！　心ゆさぶる地球ライブ- 出演（2023年12月2日、NHK BS4K）[197]
- 東海テレビ開局65周年記念 JEMTCスペシャル 碧い楽園 ～地球のミライをつなごう～（2024年1月6日、東海テレビ）- 出演[198]
- アナザースカイ（2024年2月24日、日本テレビ） - ゲスト（訪問地：メキシコ・メキシコシティ）[199]
- 激かわペット大集合！ワンニャンにのランド（2024年8月24日、テレビ東京）- ナレーション[200]

### ネット動画
- THE FIRST TAKE（YouTube）
  - ナラタージュ （2019年11月15日）[201]
  - 天気（2019年2月4日）
  - よるのあと（2021年4月30日）
  - 愛って（2021年5月12日）
  - 背中（FLASH THE FIRST TAKE／2024年8月10日）[202]
  - 穴空きの空（2024年12月27日）[203]
  - 泡吹（2025年1月8日）[204]
- WOW! いきなり本読み!（2021年5月15日、WOWOW）[205]

### PV
- HOME MADE 家族「スターとライン」（2011年9月28日）[注 5][206]
- androp「Image Word」 - ショートムービー『虹とシマウマ』主題歌[207]
- YOASOBI「あの夢をなぞって (Ballade Ver.)」（2022年3月24日） - スマホ映画『夢の雫と星の花』コラボスペシャルムービー[208]
- スピッツ「美しい鰭」(2023年4月10日）[209]
- ヨシタケシンスケ作『ちょっぴりながもち するそうです』発売記念えほんMV 「つかれているのか よくわからないひとへ」- 歌唱(2024年5月30日公開)[210]

### CM
- JA共済 「三谷家」（2013年3月 - ） - 三谷素子 役[211][212]
- エステー 「2万人の鼓動 TOURSミュージカル『赤毛のアン』チケットプレゼント告知 “風とアン”篇」（2016年）[213]
- KIRIN キリンビバレッジ
  - 「午後の紅茶」
    - 「あいたいって、あたためたいだ。」編（2016年）[214]
    - 「おちつけ、恋心。」篇（2017年）[215]
    - 「あいたいって、あたためたいだ。17冬」編（2017年）[216]
    - 「あいたいって、あたためたいだ。18冬」編（2018年）[217]

  - 「キリンレモン」
    - 「晴れわたろう。」篇（2020年 - ） [218][219]
    - 「新！」篇（2020年 - ）
    - 「おいしくなったよ。」篇（2020年 - ）
    - 「＜無糖＞でた。」篇（2020年 - ）[220]
    - 「＜無糖＞プハーッ！」篇（2020年 - ）[220]
    - 「キリンレモン 新！無糖でた。長崎大三東」篇（2021年4月20日 - ）[221]
- テイジン
  - 「DAKE JA NAIを探そう」篇（2017年10月17日 - 2018年）[222][223]
  - 「化学の可能性はひとつDAKE JA NAI」篇（2018年 - 2019年）[224]
  - 「DAKE JA NAIエアライン」篇（2019年 - ）[225]
  - 「DAKE JA NAIヘルスケア」篇（2020年 - ）[226]
  - 「DAKE JA NAI モビリティの未来」篇（2021年10月12日 - ） - ナレーションも担当[227][228]
- 環境省 「COOL CHOICE」（2017年）[229]
- ミツカン
  - たれたっぷり！たまご醤油たれ「朝の姉弟」篇（2018年）[230]
- ENEOS
  - おうちのENEOS 夕食編（2019年2月1日）[231]
  - 東京ディズニーランド貸切ナイトキャンペーン編（2019年7月1日）[232]
  - ENEOSエネルギーソング 100m走 体力・リプレイ篇（2019年10月12日 - ）[233]
- SUUMO
  - 最後の上映会『道』篇（2019年2月8日 - ）[234]
  - 「初めての住まい探しワカランススマン」篇（2024年1月11日 - ） - 竹内涼真と共演[235]
  - 「そのはじめてが、たくさんのはじめてのはじまり。」篇（2024年1月12日 - ） - Web-CM[236]
- ECC「ECCジュニア」（2020年1月6日 - ）[237]
- ネットのエース「ネットのミカタ。」（2021年3月 - ）[238]
- 日本住宅ローン 「突然すぱろーエレベーター」篇（2022年8月19日 - ）[239]
- マクドナルド「マックシェイク 北海道産夕張メロン」「レモンチーズパイ」（2023年6月6日 - ）[240]
- ビザ・ワールドワイド・ジャパン（Visa）「タッチ決済」
  - 「タッチの差」篇（2023年8月18日 - ）[241]
- 日本コカ・コーラ「綾鷹」
  - 「おにぎり食堂 綾鷹屋 鮭おにぎり」篇（2025年3月31日 - ）[242]

### 広告
- カルピス 「ほっとシリーズ」（2011年）[注 6]
- 京浜急行電鉄（2011年）
- 総務省「第25回参議院議員通常選挙」（2019年） - 選挙啓発イメージキャラクター[243]
- 午後の紅茶

### コンサート
- 山田和樹指揮 東京フィルハーモニー交響楽団Bunkamuraオーチャードホール 新クラシック・シリーズ山田和樹 マーラー・ツィクルス 武満徹作曲「系図–若い人たちのための音楽詩–」（2016年1月30日、渋谷オーチャードホール） - 語り手[244]

### イベント
- GIORGIO ARMANI ファッションショー（2019年5月24日、東京国立博物館）[245]
- 「第25回参議院議員通常選挙」期日前投票PRイベント登壇（2019年7月11日）- イメージキャラクター[246]
- 第32回 マイナビ 東京ガールズコレクション 2021 SPRING/SUMMER(2021年2月28日)
- 写真展「私が撮りたかった女優展Vol.4」（2022年8月11日～17日、OMOTESANDO MUSEUM）
- 第9回「東宝シンデレラ」オーディション／「TOHO NEW FACE」オーディション授賞式（2022年11月20日）[247]
- 「TBS DRAMA COLLECTION 2023 Spring」登壇（2023年4月9日、赤坂サカス内BLITZスタジオ ）[248]
- 第90回『NHK全国学校音楽コンクール』（Eテレ）- ゲストMC（2023年10月7日～9日）[249]
- 「ワーナー ブラザース スタジオツアー東京 – メイキング・オブ・ハリー・ポッター」ライトアップセレモニー登壇（2023年11月20日）[250]
- 上白石萌歌 写真展「かぜとわたしはうつろう」（2024年1月9日〜14日）
- 「The Covers」春フェス2024（2024年3月19日、NHKホール）- MC[251]
- 平瀬遼太郎 映画『GEMNIBUS vol.1』製作発表会見登壇（2024年4月24日）[252]
- 「MARNI FLOWER GARDEN POPUP」レセプション登壇（2024年5月8日、伊勢丹新宿店本館1階 ザ・ステージ ）[253]

### その他
- 復興へのメッセージ 〜“いつか”プロジェクト〜（2011年）[254]
- 一日警察署長(2021年4月11日、東京湾岸警察署)[255]
- 「オトブミ集～絆」初年度 朗読（2023年11月1日より配信）[256]
- 金曜ロードショー オープニングテーマ（2018年 - 、日本テレビ）[257][40]

## 受賞歴
2011年
- 第7回東宝「シンデレラ」オーディション グランプリ

2019年
- 第42回日本アカデミー賞 新人俳優賞（『羊と鋼の森』）

2022年
- anan AWARD 2022 フォーカス部門

## ディスコグラフィ

### 上白石萌歌名義
| 発売日        | 商品名                                                                 | 歌 | 楽曲               | 備考                                         |
| ------------- | ---------------------------------------------------------------------- | --- | ------------------ | -------------------------------------------- |
| 2015年6月17日 | はなかっぱ ス・マ・イ・ル/とまとっと...？とうがらし 〜やさいしりとり〜 | 上白石萌歌 | 「ス・マ・イ・ル」 | テレビアニメ『はなかっぱ』オープニングテーマ |
| 2019年4月1日  |                                                                        | 「Radio Darlings」（上白石萌歌、aiko、橋本絵莉子（元・チャットモンチー）、谷口鮪（KANA-BOON）、はっとり（マカロニえんぴつ）、藤原聡（Official髭男dism）、KAN、秦基博） | 「メロンソーダ」   | FM802の2019年春のキャンペーン曲              |

### adieu名義
「adieu」とは、フランス語で「さようなら」（別れの挨拶）という意味。2017年に映画『ナラタージュ』の主題歌を担当した際、そのコンセプトを素敵だと感じ、この名前で音楽活動をすることに決めた。
2019年9月に公式InstagramやTwitterを通じ、「adieu」が上白石の別名義であることを明らかにした。

#### シングル
1stシングル「ナラタージュ」は、行定勲監督の映画『ナラタージュ』（2017年10月7日公開）の主題歌で、野田洋次郎（RADWIMPS）が作詞・作曲を手掛けた。この楽曲のミュージックビデオは、行定勲監督がメガフォンをとり、長野県の霧ヶ峰高原にてワンカットでの撮影が行われた。

#### 配信
| 枚                     | 発売日                 | タイトル                           |
| Sony Music Labels Inc. | Sony Music Labels Inc. | Sony Music Labels Inc.             |
| ---------------------- | ---------------------- | ---------------------------------- |
| 1st                    | 2020年9月23日          | 楓                                 |
| -                      | 2020年10月28日         | 楓 (Instrumental)                  |
| 2nd                    | 2021年2月10日          | やさしい気持ち                     |
| 3rd                    | 2021年4月11日          | 春の羅針                           |
| 先行                   | 2021年6月5日           | 愛って                             |
| 先行                   | 2021年6月12日          | 天使                               |
| 4th                    | 2022年1月19日          | 灯台より                           |
| 5th                    | 2022年2月11日          | 旅立ち                             |
| 6th                    | 2022年7月22日          | ひかりのはなし                     |
| 先行                   | 2022年8月17日          | 夏の限り                           |
| 7th                    | 2024年7月10日          | 背中                               |
| 先行                   | 2024年11月13日         | 泡吹                               |
| THE FIRST TAKE MUSIC   |                        |                                    |
| 1st                    | 2021年3月3日           | ナラタージュ - From THE FIRST TAKE |
| 2nd                    | 2021年3月3日           | 天気 - From THE FIRST TAKE         |
| 3rd                    | 2021年6月17日          | よるのあと - From THE FIRST TAKE   |
| 4th                    | 2021年6月17日          | 愛って - From THE FIRST TAKE       |
| 5th                    | 2025年2月28日          | 泡吹 - From THE FIRST TAKE         |
| 6th                    | 2025年2月28日          | 穴空きの空 - From THE FIRST TAKE   |

### 比嘉歌子名義
2022年度前期放送のNHK連続テレビ小説第106作「ちむどんどん」において、主人公比嘉暢子の妹、比嘉歌子（演：上白石萌歌）として歌唱。
「椰子の実」「翼をください」「芭蕉布」は、「ちむどんどん」の劇中歌。デジタルシングルとして配信されている。
| 配信日        | タイトル     | 注釈     | 出典            |
| ------------- | ------------ | -------- | --------------- |
| 2022年5月11日 | 椰子の実     | [ 注 8 ] | [ 277 ] [ 278 ] |
| 2022年6月30日 | 翼をください | [ 注 9 ] | [ 279 ] [ 280 ] |
| 2022年7月29日 | 芭蕉布       | [ 注 9 ] | [ 281 ] [ 280 ] |

### EIKO名義
フジテレビ系「水曜22時枠」にて放送された「パリピ孔明」のヒロイン、月見英子（歌手名義：EIKO、演：上白石萌歌）として歌唱。
アルバムの表題曲でもある「DREAMER」は2023年9月27日に、「DREAMER（Acoustic ver.）」は10月11日にそれぞれ先行配信リリースされた後、11月1日に同名のアルバム（規格品番：SRCL-12653）が発売された。アルバムはオリコン最高31位を獲得。
また2025年4月9日には、上記テレビドラマの劇場版『パリピ孔明 THE MOVIE』の劇中歌「Count on me」を先行配信した後、同月23日にアルバム『Count on me』（規格品番：SRCL-13280-1（CD+BD）、SRCL-13282（CDのみ））を発売した。

### ミュージックビデオ（上白石萌歌名義）
|     | 公開日       | タイトル                     | 備考    |
| --- | ------------ | ---------------------------- | ------- |
| 1st | 2019年4月1日 | Radio Darlings｢メロンソーダ｣ | [ 287 ] |

### ミュージックビデオ（adieu名義）
|      | 公開日         | タイトル                                                                                   | 備考    |
| ---- | -------------- | ------------------------------------------------------------------------------------------ | ------- |
| 1st  | 2017年9月1日   | adieu【ナラタージュ】Music Video                                                           | [ 288 ] |
| 2nd  | 2019年8月30日  | adieu【花は揺れる】                                                                        | [ 289 ] |
| 3rd  | 2019年9月6日   | adieu【強がり】                                                                            | [ 290 ] |
| 4th  | 2019年11月27日 | adieu【よるのあと】                                                                        | [ 291 ] |
| 5th  | 2020年3月17日  | adieu【天気】                                                                              | [ 292 ] |
| 6th  | 2020年9月23日  | adieu【楓】Music Video                                                                     | [ 293 ] |
| 7th  | 2020年10月23日 | adieu【よるのあと】(a7C Creative Journey Edition)                                          | [ 294 ] |
| 8th  | 2021年2月10日  | adieu【やさしい気持ち】                                                                    | [ 295 ] |
| 9th  | 2021年4月11日  | adieu【春の羅針】                                                                          | [ 296 ] |
| 10th | 2021年6月5日   | adieu【愛って】                                                                            | [ 297 ] |
| 11th | 2021年6月12日  | adieu【天使】                                                                              | [ 298 ] |
| 12th | 2021年9月5日   | adieu【よるのあと】アフターストーリー monogatary.comコラボコンテスト大賞作品アートムービー | [ 299 ] |
| 13th | 2022年1月19日  | adieu【灯台より】                                                                          | [ 300 ] |
| 14th | 2022年2月11日  | adieu【旅立ち】                                                                            | [ 301 ] |
| 15th | 2022年3月1日   | adieu【穴空きの空】                                                                        | [ 302 ] |
| 16th | 2022年7月27日  | adieu【ひかりのはなし】                                                                    | [ 303 ] |
| 17th | 2022年8月17日  | adieu【夏の限り】                                                                          | [ 304 ] |
| 18th | 2022年9月13日  | adieu【ワイン】                                                                            | [ 305 ] |
| 19th | 2024年7月17日  | adieu【背中】                                                                              | [ 306 ] |

### ミュージックビデオ（EIKO名義）
|     | 公開日         | タイトル                                                                     | 備考    |
| --- | -------------- | ---------------------------------------------------------------------------- | ------- |
| 1st | 2023年10月4日  | EIKO【DREAMER】from フジテレビ系 水10ドラマ｢パリピ孔明｣（作詞作曲:幾田りら） | [ 307 ] |
| 2nd | 2023年11月29日 | EIKO【Time Capsule】with EAST SOUTH feat.KABE                                | [ 308 ] |
| 3rd | 2025年4月14日  | EIKO「Count on me」from「パリピ孔明 THE MOVIE」(作詞作曲:石原慎也)           | [ 309 ] |

## タイアップ
| 起用年     | 曲名                           | タイアップ                                                                      |
| ---------- | ------------------------------ | ------------------------------------------------------------------------------- |
| 上白石萌歌 |                                |                                                                                 |
| 2015年     | スマイル                       | テレビアニメ『はなかっぱ』オープニングテーマ                                    |
| 2018年     | Era                            | 日本テレビ『金曜ロードショー』オープニング曲                                    |
| 2018年     | パプリカ                       | NHK2020応援ソング 、NHK杯フィギュア40回大会記念番組『レジェンドオンアイス』     |
| 2019年     | メロンソーダ                   | FM802の2019年春のキャンペーン曲                                                 |
| adieu      |                                |                                                                                 |
| 2017年     | ナラタージュ                   | 東宝・アスミック・エース配給映画『ナラタージュ』主題歌                          |
| 2019年     | 蒼                             | テレビアニメ『GRANBLUE FANTASY The Animation Season 2』エンディングテーマ       |
| 2021年     | よるのあと                     | 小説投稿サイト「monogatary.com」コラボ企画MVソング                              |
| 2022年     | 穴空きの空                     | 読売テレビ・日本テレビ系アニメ『半妖の夜叉姫』弐の章1月クールエンディングテーマ |
| 2024年     | 背中                           | MBCテレビ『MBCニューズナウ』8月のエンディングテーマ                             |
| 比嘉歌子   |                                |                                                                                 |
| 2022年     | 椰子の実、翼をください、芭蕉布 | NHK連続テレビ小説『ちむどんどん』劇中歌                                         |
| EIKO       |                                |                                                                                 |
| 2023年     | DREAMER                        | フジテレビ系ドラマ『パリピ孔明』劇中歌                                          |

## 音楽番組、ライブ

### 音楽番組
- 第89回NHK全国学校音楽コンクール　全国コンクール（高等学校の部：2022年10月8日、小学校の部 ：10月9日、NHKEテレ）- ゲスト司会[310]
- Z世代VS昭和のムズいい曲　歌いこなせ！名曲マスター（2023年1月1日、テレビ朝日）- MC[311]
- The Covers（2023年5月7日 - 、NHKBS1/NHKBS4K ） - 5代目女性司会
- Nコン90！みんなで歌おう 第90回NHK全国学校音楽コンクール 時代を映す課題曲
  - 〜小学校の名曲紹介（2023年7月19日、NHK）[312]
  - 〜高等学校名曲紹介〜（2023年7月28日、NHK）[313]

| 番組名                                                        | 放送日         | MC | 歌唱曲                                 | サブタイトル                   | 備考    |
| ------------------------------------------------------------- | -------------- | -- | -------------------------------------- | ------------------------------ | ------- |
| Eうた♪ココロの大冒険(Ｅテレ)                                  | 2019年1月1日   |    | 「カエデの木のうた」                   |                                | [ 314 ] |
| CDTV ライブ! ライブ!(TBS)                                     | 2021年3月29日  |    | 「よるのあと」                         | 「4時間SP」                    | [ 315 ] |
| CDTV ライブ! ライブ!(TBS)                                     | 2021年7月5日   |    | 「春の羅針」                           |                                | [ 316 ] |
| ミュージックステーション (テレビ朝日)                         | 2021年4月9日   |    | 「よるのあと」                         |                                | [ 317 ] |
| ミュージックステーション (テレビ朝日)                         | 2022年10月7日  |    | ｢ワイン｣                               |                                | [ 318 ] |
| シブヤノオト (NHK総合)                                        | 2021年5月1日   |    | 「よるのあと」                         |                                | [ 319 ] |
| THE MUSIC DAY (日本テレビ)                                    | 2021年7月3日   |    | 「よるのあと」                         |                                | [ 320 ] |
| うたコン（NHK総合）                                           | 2021年7月6日   |    | 「よるのあと」                         |                                | [ 321 ] |
| Premium Music 2022（日本テレビ）                              | 2022年3月11日  | MC | 「穴空きの空」                         |                                | [ 322 ] |
| SONGS（NHK総合）                                              | 2022年6月2日   |    | 「てぃんさぐぬ花」- 三浦大知とのコラボ |                                | [ 323 ] |
| The Covers（NHK総合）                                         | 2022年8月4日   |    | 「Hello,my friend」                    | サマースペシャル〜納涼のうた〜 | [ 324 ] |
| MUSIC FAIR（フジテレビ）                                      | 2022年10月15日 |    | 「ひかりのはなし」                     |                                | [ 325 ] |
| M-ON! LIVE adieu 「adieu TOUR 2022 -coucou-」（MUSIC ON! TV） | 2023年2月11日  |    |                                        |                                |         |
| 週刊ナイナイミュージック（フジテレビ）                        | 2023年11月1日  |    | 「DREAMER」                            |                                | [ 326 ] |
| FNS歌謡祭（フジテレビ）                                       | 2023年12月6日  |    | 「DREAMER」                            | 2023 第一夜                    | [ 327 ] |
| M-ON! LIVE adieu 「adieu TOUR 2022 -coucou-」（MUSIC ON! TV） | 2024年2月8日   |    | 「よるのあと」                         |                                |         |

### ライブ、音楽イベント
- adieu secret show case [unveiling](2019年12月19日、代官山LOOP)[328]
- adieu First Live 2021 -à plus- (2021年8月25日、Zepp DiverCity)[329]
- adieu Tour 2022 -coucou- （2022年9月24日、LINE CUBE SHIBUYA / 10月10日、なんばHatch）[49]
- ワンマンライブ「adieu coucou-夏のつどい-」（2023年8月26日、渋谷WWW X）[330]
- EIKO『Dreamer』リリース記念ライブイベント（2023年11月12日、 タワーレコード渋谷店 ）[331]
- ドラマ『パリピ孔明』公開収録スペシャルライブ（2024年8月14日、東京ガーデンシアター）[332]
- SUMMER SONIC 2024（2024年8月17日、東京会場BEACH STAGE ）
- adieu LIVE 2024（2024年12月22日、KT Zepp Yokohama）

## 書籍

### ムック本
- 『MEET MET MET』（2022年7月15日）[333]

### 雑誌連載
- ピチレモン（2011年9月号 - 2015年12月号、学研パブリッシング） - 専属モデル
- B.L.T.「girls,be ambitious」（2011年6月号 - 不定期、東京ニュース通信社）
- AERA STYLE MAGAZINE「上白石萌歌さんと巡る、横浜“昭和クラシック”紀行。」（2022年12月）

| 回 | 年度 | 配信日   | タイトル                     | 備考    |
| -- | ---- | -------- | ---------------------------- | ------- |
| 1  | 2022 | 12月1日  | ホテルニューグランド         | [ 334 ] |
| 2  | 2022 | 12月8日  | コーヒーハウス「ザ・カフェ」 | [ 335 ] |
| 3  | 2022 | 12月15日 | シネマ・ジャック&ベティ      | [ 336 ] |
| 4  | 2022 | 12月22日 | 古書 馬燈書房                | [ 337 ] |
| 5  | 2022 | 12月28日 | JAZZ喫茶 ダウンビート        | [ 338 ] |

- 装苑ONLINE「上白石萌歌のぐるぐるまわる、ときめきめぐり」（2023年1月 - 2025年3月）[339]

| 回     | 年度 | 配信日   | サブタイトル                                                                  | 備考    |
| ------ | ---- | -------- | ----------------------------------------------------------------------------- | ------- |
| Vol.1  | 2023 | 1月28日  | デザイナー 藤澤ゆき                                                           | [ 340 ] |
| Vol.2  | 2023 | 2月28日  | ブックデザイナー 名久井直子                                                   | [ 341 ] |
| Vol.3  | 2023 | 3月28日  | アーティスト 長坂真護                                                         | [ 342 ] |
| Vol.4  | 2023 | 4月28日  | ミュージシャン 奇妙礼太郎                                                     | [ 343 ] |
| Vol.5  | 2023 | 5月28日  | アーティスト 長坂真護 パート2                                                 | [ 344 ] |
| Vol.6  | 2023 | 6月28日  | デザイナー 小髙真理                                                           | [ 345 ] |
| Vol.7  | 2023 | 7月28日  | 写真家 石田真澄                                                               | [ 346 ] |
| Vol.8  | 2023 | 8月28日  | 歌人 木下龍也                                                                 | [ 347 ] |
| Vol.9  | 2023 | 9月28日  | コラージュ アーティスト M!DOR!                                                | [ 348 ] |
| Vol.10 | 2023 | 10月28日 | デザイナー 田中文江                                                           | [ 349 ] |
| Vol.11 | 2023 | 11月28日 | ミュージシャン 吉澤嘉代子                                                     | [ 350 ] |
| Vol.12 | 2023 | 12月28日 | デザイナー 竹内美彩                                                           | [ 351 ] |
| Vol.13 | 2024 | 1月28日  | 「ヤンヤン（YanYan）」デザイナー フィリス・チャン＆スージー・チュン           | [ 352 ] |
| Vol.14 | 2024 | 2月28日  | 写真家 松岡一哲                                                               | [ 353 ] |
| Vol.15 | 2024 | 3月28日  | 菓子研究家 福田里香                                                           | [ 354 ] |
| Vol.16 | 2024 | 4月28日  | 歌人 伊藤紺                                                                   | [ 355 ] |
| Vol.17 | 2024 | 5月28日  | デザイナー 熊切秀典                                                           | [ 356 ] |
| Vol.18 | 2024 | 6月28日  | 俳優 長濱ねる                                                                 | [ 357 ] |
| Vol.19 | 2024 | 7月28日  | 音楽プロデューサー Yaffle                                                     | [ 358 ] |
| Vol.20 | 2024 | 8月28日  | 写真家 野口花梨                                                               | [ 359 ] |
| Vol.21 | 2024 | 9月28日  | 俳優、文筆家、イラストレーター、カメラマン、ミュージシャン リリー・フランキー | [ 360 ] |
| Vol.22 | 2024 | 10月28日 | ポンティデザイナー 平田信絵                                                   | [ 361 ] |
| Vol.23 | 2024 | 11月28日 | 俳優 中川大輔                                                                 | [ 362 ] |
| Vol.24 | 2024 | 12月28日 | 古書店マグニフ店主 中武康法                                                   | [ 363 ] |
| Vol.25 | 2025 | 1月28日  | 俳優 石田ひかり                                                               | [ 364 ] |
| Vol.26 | 2025 | 2月28日  | 俳優 青木柚                                                                   | [ 365 ] |
| Vol.27 | 2025 | 3月28日  | ミュージシャン 水曜日のカンパネラ・詩羽                                       | [ 366 ] |

- AERA STYLE MAGAZINE「上白石萌歌さんがいざなう、東京“名建築／名作デザイン”散歩」（2023年3月 - 4月）

| 回 | 年度 | 配信日  | タイトル                          | 備考    |
| -- | ---- | ------- | --------------------------------- | ------- |
| 1  | 2023 | 3月17日 | The Okura Tokyo                   | [ 367 ] |
| 2  | 2023 | 3月24日 | The Okura Tokyo「オーキッドバー」 | [ 368 ] |
| 3  | 2023 | 3月31日 | Objet d’art                       | [ 369 ] |
| 4  | 2023 | 4月7日  | うつわ楓                          | [ 370 ] |

- POPEYE Web（2024年7月 - ） - エッセイ「ひとりがたり」[371]

| 回 | 年度 | 配信日  | タイトル                     | 備考    |
| -- | ---- | ------- | ---------------------------- | ------- |
| 1  | 2024 | 7月15日 | ひとり歩き                   | [ 372 ] |
| 2  | 2024 | 7月30日 | カイブツとおさらばする帰り道 | [ 373 ] |
| 3  | 2024 | 8月15日 | シングルライダー             | [ 374 ] |

### 写真集
- aBUTTON VOL.9_青春 上白石萌音/上白石萌歌 (PLUP SERIES)（2012年5月31日、PARCO出版）ISBN 978-4-89194-959-4
- まばたき（2020年2月28日、宝島社、撮影：東京祐）ISBN 978-4-299-00126-9[375]
- charm charm（2025年6月4日、講談社、撮影：松岡一哲）ISBN 978-4065374900[376]

### 表紙モデル
- 天使のなみだ。（2011年10月21日、集英社ピンキー文庫）ISBN 978-4-08-660019-4 - 姉である上白石萌音と共演になる。

### CD・DVD
- DVD「上白石萌歌 〜虹とシマウマ〜」（監督：三木孝浩、東宝）